# 피터르 슈르츠 헤르브란디

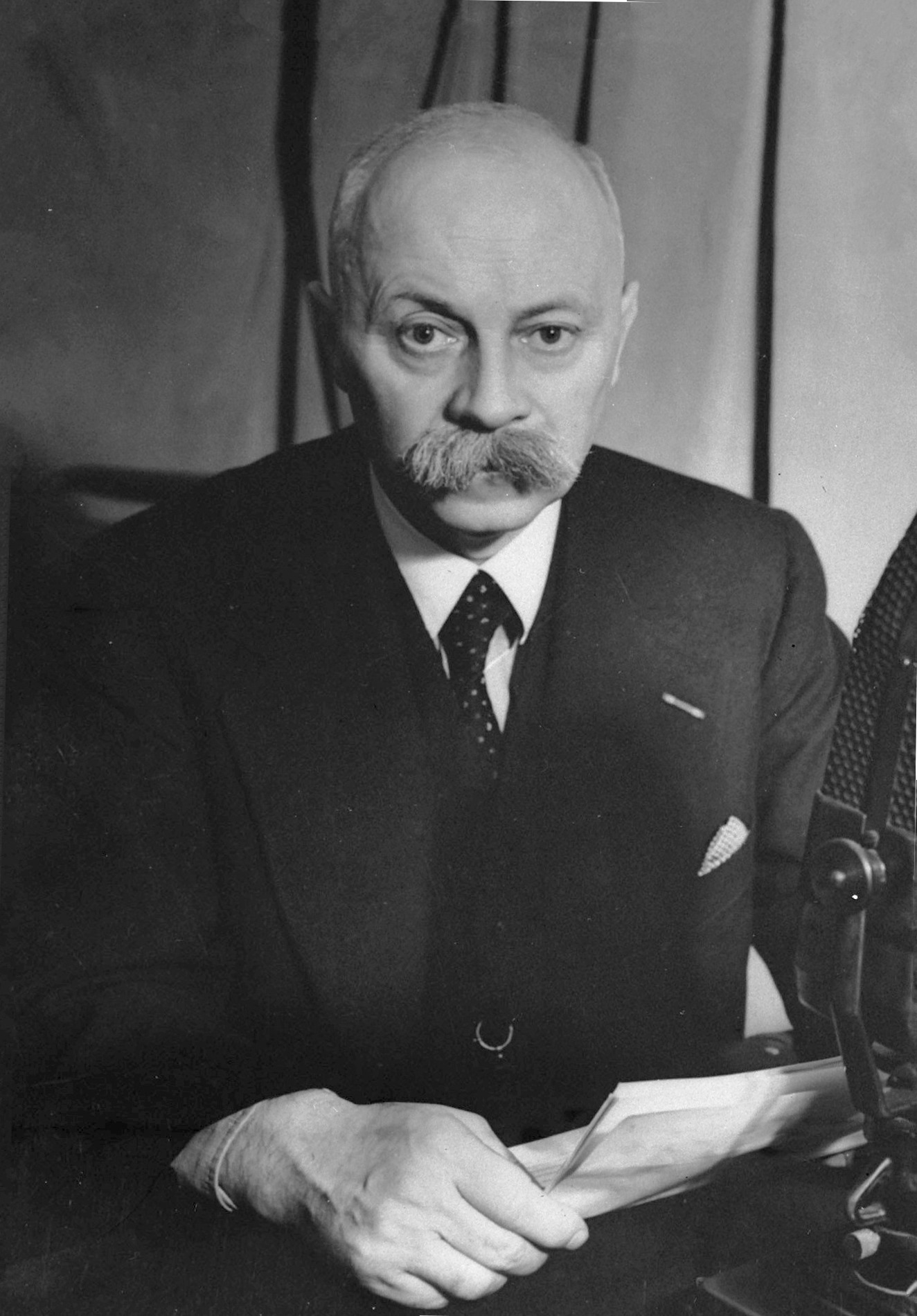
피터르 슈르츠 헤르브란디 (1941년)

피터르 슈르츠 헤르브란디(네덜란드어: Pieter Sjoerds Gerbrandy, 1885년 4월 13일 ~ 1961년 9월 7일)는 네덜란드 왕국의 정치인이다. 1940년 9월 3일부터 1945년 6월 25일까지 네덜란드의 총리를 지냈다.